# Tipula (Lunatipula) pandora
Tipula (Lunatipula) pandora is een tweevleugelige uit de familie langpootmuggen (Tipulidae). De soort komt voor in het Palearctisch gebied.